# Valerio Verre
Valerio Verre (Roma, 11 de janeiro de 1994) é um futebolista profissional italiano que atua como meia.

## Carreira

### Genoa
Valerio Verre se profissionalizou no Genoa.

### Sampdoria
Valerio Verre se transferiu para a Sampdoria, em 2017.